# Morsimus serratus
Morsimus serratus är en insektsart som beskrevs av Max Beier 1954. Morsimus serratus ingår i släktet Morsimus och familjen vårtbitare. Inga underarter finns listade i Catalogue of Life.